# Tomás Cerro Corrochano
Tomás Cerro Corrochano (1903-1990) fue un periodista, abogado y político español, director general de Prensa durante la dictadura franquista.

## Biografía
Nacido el 6 de enero de 1903 en Madrid, se licenció en Filosofía y Letras y en Derecho en la Universidad de Valladolid, y fue profesor auxiliar en la Facultad de Filosofía y Letras. Trabajó como periodista en El Debate y como profesor de su Escuela de Periodismo. Entre 1945 y 1946 mantuvo una correspondencia con Pedro Rocamora acerca de la novela de Camilo José Cela, La familia de Pascual Duarte, que ambos veían negativamente.
En 1946 se convirtió en director general de Prensa. Miembro de la Asociación Católica Nacional de Propagandistas, su entrada como director junto a la de Luis Ortiz —también propagandista católico— como subsecretario de Educación Popular, supuso una pérdida de influencia del sector falangista. Durante su mandato como director general persiguió y consiguió el cese del director de la atípica revista falangista universitaria La Hora Jaime Suárez, siendo sustituido este último por el seuista Miguel Ángel Castiella, que lejos de conseguir el pretendido ajuste de la línea editorial, trajo un sentido social a la publicación. Fue la figura que presidió en El Pardo el 20 de julio de 1949 el acto de entrega a Francisco Franco del carnet de periodista de honor número 1, lisonjeando al dictador al describirle como «periodista que honra la profesión». Cesó como director general de Prensa en 1951. Secretario del Instituto Social Obrero (ISO), colaboró en el volumen colectivo de la Enciclopedia del Periodismo. Falleció en enero de 1990 en su ciudad natal.

## Reconocimientos
- Gran Cruz de la Orden del Mérito Civil (1947)[12]